# Бромид родия(III)
Бромид родия(III) — неорганическое соединение,
соль металла родия и бромистоводородной кислоты с формулой RhBr3,
коричневый порошок.

## Получение
- Действие брома на нагретый порошкообразный родий:

{\displaystyle {\mathsf {2Rh+3Br_{2}\ {\xrightarrow {250^{o}C}}\ 2RhBr_{3}}}}

## Физические свойства
Бромид родия(III) образует коричневые кристаллы
моноклинной сингонии,
пространственная группа C 2/m,
параметры ячейки a = 0,627 нм, b = 1,085 нм, c = 0,635 нм, β = 109,0°, Z = 4.

## Химические свойства
- Разлагается при нагревании:

{\displaystyle {\mathsf {2RhBr_{3}\ {\xrightarrow {\approx 500^{o}C}}\ 2Rh+3Br_{2}}}}
- С раствором аммиака образует комплексные соли:

{\displaystyle {\mathsf {RhBr_{3}+NH_{3}\cdot H_{2}O\ {\xrightarrow {}}\ [Rh(NH_{3})_{5}Br]Br_{2},[Rh(NH_{3})_{5}(H_{2}O)]Br_{2},[Rh(NH_{3})_{6}]Br_{3},[Rh(NH_{3})_{3}Br_{3}]}}}